# Грушевий яр
Грушевий яр — ботанічний заказник місцевого значення в Черкаському районі Черкаської області.

## Опис
Площа 30,1609 га. Як об'єкт природно-заповідного фонду створено рішенням Черкаської обласної ради від 25.10.2019 року №32-41/VIІ.
Розташовано в адміністративних межах Баландинської сільської ради, між селами Радиванівка та Олянине. Під охороною незаліснена ділянка з лісостеповою рослинністю; представлені популяції багатьох видів судинних рослин, у тому числі занесених до Червоної книги України.
Землекористувач та землевласник — Кам'янська міська громада.